# Worswick Hill
Der Worswick Hill ist ein abgerundeter und 575 m hoher Hügel auf Coronation Island im Archipel der Südlichen Orkneyinseln. Er ragt am westlichen Ende der Brisbane Heights auf.
Der Hügel ist bereits auf frühen Landkarten der Südlichen Orkneyinseln verzeichnet, jedoch nicht in korrekter geografischer Position. Wissenschaftler der britischen Discovery Investigations nahmen 1933 eine Vermessung vor, der Falkland Islands Dependencies Survey (FIDS) wiederholte dies zwischen 1948 und 1949. Das UK Antarctic Place-Names Committee benannte den Hügel 1955 nach Ronald Francis Worswick (1928–1993), Meteorologe des FIDS auf Signy Island in den Jahren 1950 und 1951, der den Hügel bei einer Schlittenexkursion im Jahr 1950 erreichte.